# 갈림증
갈림증(cleft, bifid)은 인체 조직이 갈라진 선천성 기형이다.
- 입술입천장갈림증
- 척추갈림증
- 갈린음경
- 갈린갈비뼈

## 같이 보기
- 제목에 "갈림증" 항목을 포함한 모든 문서

| Disambiguation icon | 이 문서는 명칭이 같고 같은 종류에 속하는 여러 대상을 연결하는 색인 문서입니다. |